# Aleksandar Stojanović
Aleksandar Stojanović (Kragujevac, 19 giugno 1954) è un ex calciatore jugoslavo.

## Carriera
Inizia la carriera di professionista nel 1971 nelle file del Radnički Kragujevac, dove rimane fino al 1976, quando viene ingaggiato dalla Stella Rossa di Belgrado, dove rimane fino al 1983, vincendo tre campionati jugoslavi e la Coppe di Jugoslavia 1982.
Si trasferisce quindi in Grecia, dove gioca dapprima all'Egaleo e poi al Diagoras.
A metà della stagione 1985-1986 rientra in Jugoslavia, al Vojvodina Novi Sad, dove chiude la carriera.

## Palmarès

### Club
- Campionato jugoslavo: 3

Stella Rossa: 1976-1977, 1979-1980, 1980-1981
- Coppa di Jugoslavia: 1

Stella Rossa: 1981-1982

### Nazionale
- Campionato d'Europa Under-21: 1

1978
- Giochi del Mediterraneo: 1

 Spalato 1979